# Parem
Parem (em persa: پارم, também romanizado como Pārem e Pāram) é uma aldeia do distrito rural de Ashrestaq, distrito de Yaneh Sar, no condado de Behshahr, província de Mazandarão, Irão. No censo de 2006, sua população era de 369 habitantes, em 78 famílias.